# Richard Sydnor
Richard Sydnor foi o receptor e administrador do Bispo Oldham da Catedral de Exeter de Henrique VII (1505) a Henrique VIII (1514) - ver Exeter Cathedral MS. 3690.
Ele foi arquidiácono da Cornualha em 1515 e, em seguida, arquidiácono de Totnes de 1515 a 1534.
Em 1519 ele foi nomeado cónego da décima bancada na Capela de São Jorge, Castelo de Windsor, posição que ocupou até 1534.